# 抗爭手語
抗爭手語指在2019年香港反對《逃犯條例》修訂草案運動期間，示威者用來傳達物資供應、設置路障、後勤救援等訊息的手勢。其在與警方對峙的前線或特定地區需要某物資時，大批示威者透過手勢傳遞訊息，並以人鏈的方式將物資從物資站分發至前線等地。其中一種物資便有一種代表手勢。
最初反對《逃犯條例》修訂草案運動並未出現相關的手勢，但是示威者為了能在大批人群中有效地溝通，預先設計出一系列手勢。而隨著運動的持續進行，這一系列的手勢逐漸成為示威者主要的溝通方法。部分抗議者還設計出有關手勢的介紹，並利用Telegram、LIHKG討論區和社群媒體傳播這些圖片。

## 使用背景

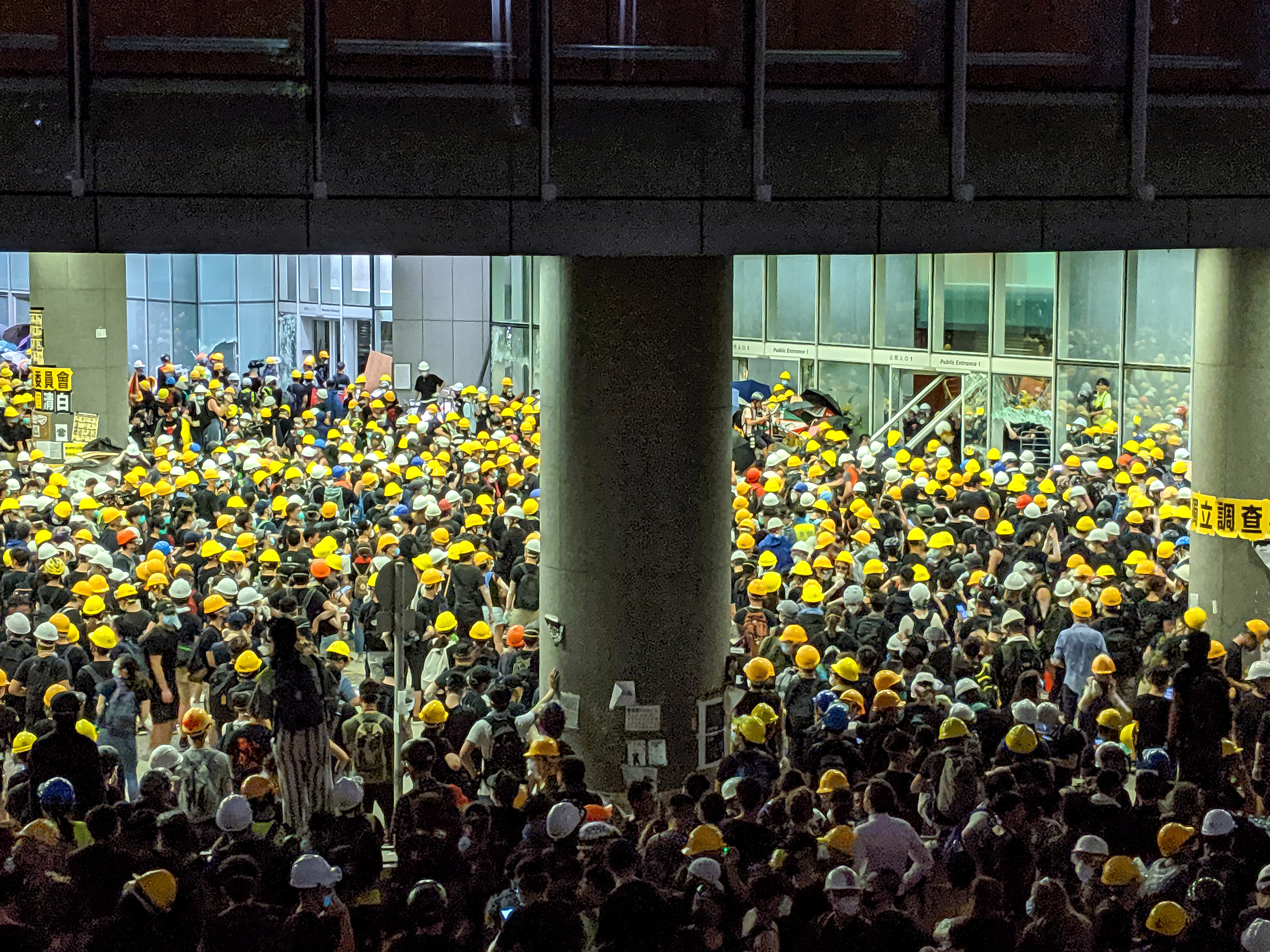
到了2019年7月，反對《逃犯條例》修訂草案的示威者已經將手勢視為主要的溝通方法。

自2019年6月以來的香港反對《逃犯條例》修訂草案運動，其直接行動方式不同於2014年雨傘革命的長期佔領。雖然反對《逃犯條例》的抗議者缺乏明確的領導人或組織，這次示威活動仍表現出廣泛的協調性。由於在示威集會中不需聽從任何的指示，許多人和團體得以從事適合自己的工作。同時，年輕示威者以李小龍的名言「變成水吧，吾友」（Be water, my friend）作為運動模式，事先在網際網路上策劃具體細節，透過通訊軟體和社群媒體傳遞訊息、募集物資設備。而在現場，示威行動則透過手機網路或口耳相傳傳達指令。
示威者通常會先搬運周邊的金屬護欄、垃圾桶、鐵馬、充水式護欄，並將內六角扳手、束線帶等傳上前線，迅速設置成封鎖用的路障與防線；他們會在夜間遭到警方驅離，並在隔日再度發起佔領行動。抗議者在幾個小時內便會出現「放哨」、「物資」、「傳令」、「急救」等分工，例如設置物資站分發飲用水、零食、手套、長傘、及用硬紙板製作的盾牌，志願的急救人員亦進駐急救站。同時，許多抗議者會攜帶口罩（防範催淚彈與臉部辨識技術）、護目鏡（防範胡椒噴霧）、頭盔（防範警棍）和長傘，沿著路障與到場的防暴警察對峙。
為了能在混亂的人群中協調行動，許多後方的示威群眾則迅速集結，站成一排組成人鏈，根據需要將頭盔、長傘、保鮮膜、束線帶、剪鉗、瓶裝水、路障等物資援助，逐一且快速地從遠處的物資站傳遞至前線。由於不是所有在場的人士都擁有完整的裝備，抗議者會向其他在危險地區行走的參與者遞送頭盔或口罩。後排的示威者則準備大量能夠送往前線分發的物資，相關的手機群組亦隨時有人發起運送行動。部分人士會到附近的超級市場等處購買頭盔、長傘、飲水、保鮮膜等物資，亦曾有住戶直接把浮板、保鮮膜等投擲至地面。

## 手勢使用

### 設計功能

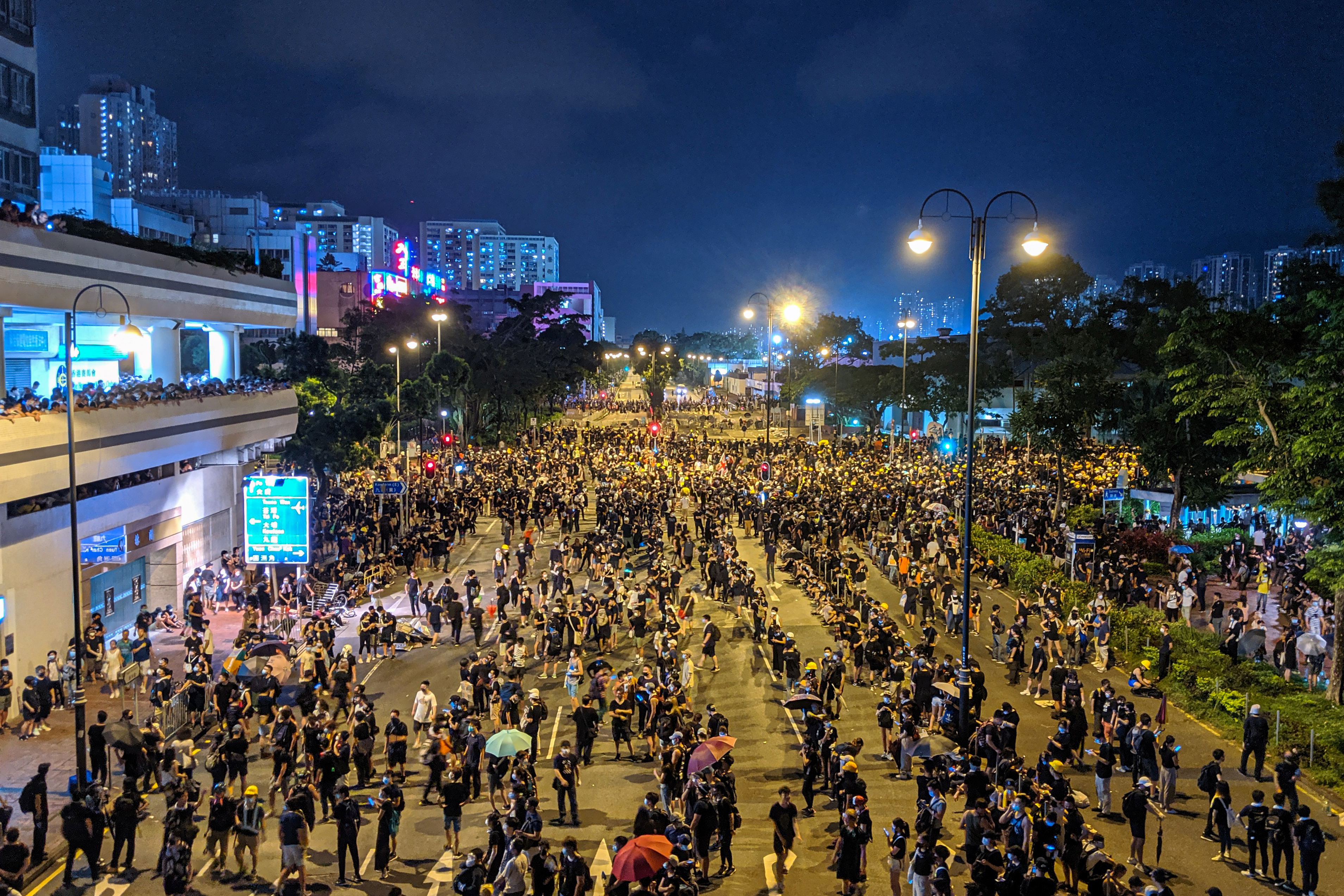
反對《逃犯條例》運動的示威通常會在後方組成人鏈，並且傳遞物資至前方。

最初反對《逃犯條例》修訂草案運動並未出現有關物資的手勢，不過隨著運動的進行，抗議者開始嘗試發展許多與警方抗衡的戰術和工具，藉此不斷擴大自身的影響力。為了能在大批擁擠人群中溝通、運送索需要的防護裝備、物資或援助，或是協助設置障礙，抗議者預先設計出能夠傳達訊息的一系列手勢，從而避免出現訊息偏差。其中一種物資便有一種代表手勢。最早在6月12日的佔領行動中，示威者便確立相關的溝通手勢。到了7月1日，大部分抗爭者便已經熟悉各種傳遞物資的手勢，成為相當常見的溝通方法。
面對喧鬧的人群與混亂的現場，抗議者能運用這一系列預先確定的手勢交流，向其他人表達需要運送到前線的物資。當第一線示威者或某一特定地區需要物資或設備供應時，便會喊出需要的物品與手勢；在周圍大批的人群知悉後，會一同向遠處的人群比出相應的手勢，傳遞請求攜帶或遞送物資的訊息。這些物資訊息傳遞至物資站，由駐守該處的示威者整理，並透過人鏈的方式傳遞至前線。示威者透過手勢語言便能在內部傳達各種訊息，例如物資供應、設置路障、後勤救援等。不過，示威者仍會不時直接呼喊前線需要支援的物資。
為了避免受到催淚彈或胡椒噴霧的影響，當警察正在動員或使用胡椒噴霧，示威者會透過手勢告知其他人需要頭盔、長傘、口罩、保鮮膜、護目鏡、手套或哮喘吸入器，隨後便會傳遞至前線。而為了能快速設立路障，示威者也可以使用手勢傳達需要障礙物、束線帶、剪鉗、內六角扳手等訊息。對於那些需要幫助的人們，則可以發出請求水或生理鹽水、哮喘吸入劑等的手勢語言。為了確保不會過度供應，抗議者則會使用手勢表達該處已經收到足夠的物資，可以停止運送。另外還有警告危險、快速跑離的手勢。

### 傳達訊息
| 訊息                    | 動作                                           | 參考資料                   |
| ----------------------- | ---------------------------------------------- | -------------------------- |
| 頭盔                    | 雙手舉起，手掌平放在頭部上方，上下晃動做摸頭狀 | [ 6 ] [ 19 ] [ 20 ] [ 25 ] |
| 口罩                    | 雙手圈住成「C」字形，放在嘴巴兩邊              | [ 6 ]                      |
| 長傘                    | 雙手上下握拳，在胸前模仿打開長傘的動作         | [ 6 ]                      |
| 護目鏡                  | 雙手圈住成「C」字形，放在眼睛兩邊              | [ 6 ] [ 23 ]               |
| 保鮮膜                  | 雙臂握拳，在胸前轉圈                           | [ 6 ] [ 23 ]               |
| 生理鹽水或水            | 雙手模仿持握罐子，分別以順時針或逆時針轉動     | [ 6 ]                      |
| 哮喘吸入劑              | 拇指向下、放在嘴邊，模仿正在吸用哮喘吸入劑     | [ 6 ]                      |
| 剪鉗                    | 雙手舉起，豎起食指和中指開合，做出剪裁的動作   | [ 19 ] [ 20 ]              |
| 剪刀                    | 單手舉起「V」字剪裁手勢，橫向剪出              | [ 21 ] [ 6 ]               |
| 束線帶 （俗稱「索帶」） | 雙手舉起，兩隻食指呈一直線                     | [ 21 ]                     |
| 手套                    | 雙手十指打開、閉上                             | [ 25 ]                     |
| 物資足夠                | 雙臂在胸前交叉                                 | [ 14 ]                     |

## 造成影響

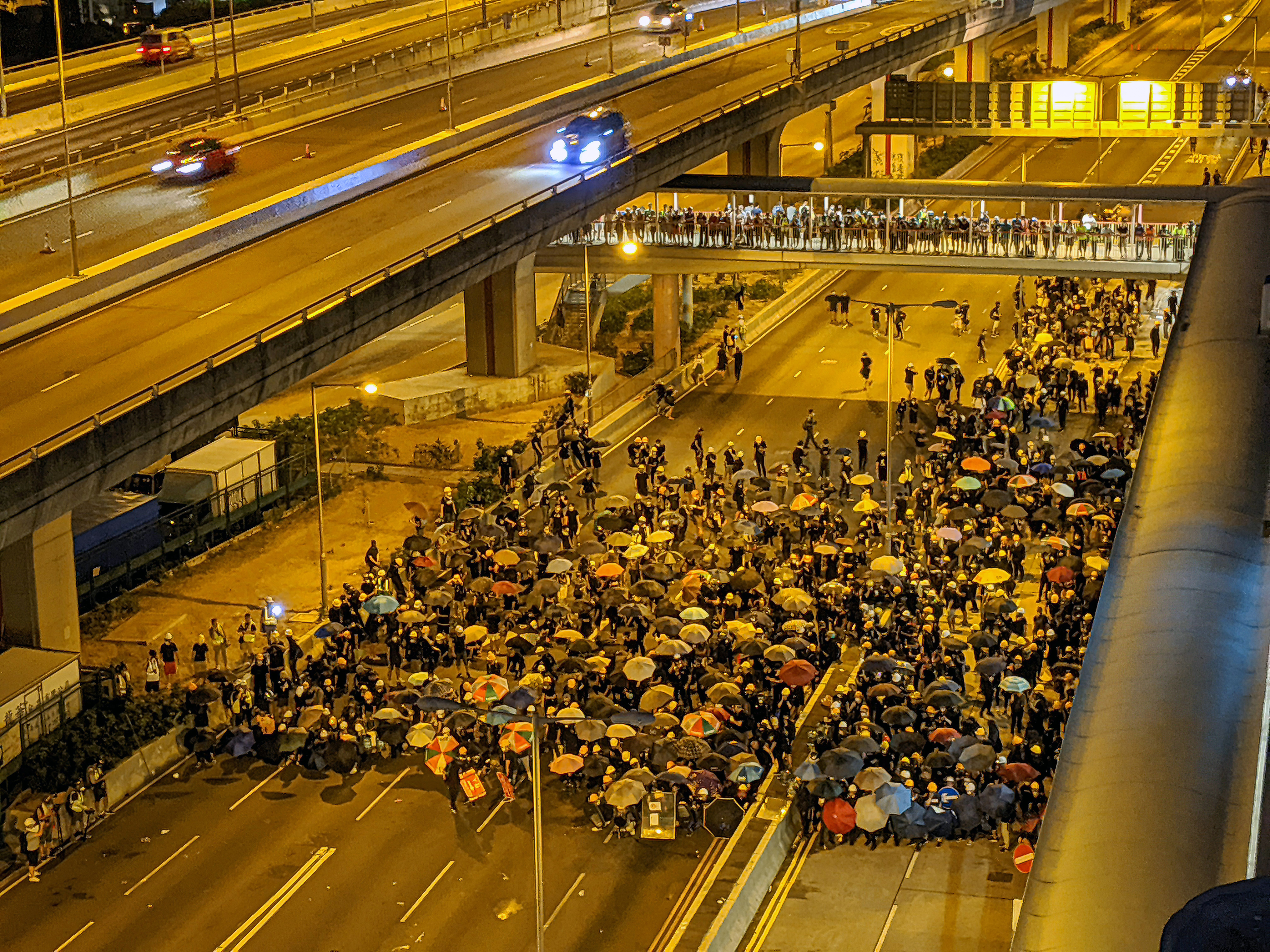
透過手勢語言進行交流，示威者能夠快速組成防線。

為了能採取有組織的協調指揮策略，示威者在大量的人群中透過手勢語言進行有效地交流，這也成為其主要的溝通方式。部分抗議者設計出有關手勢的介紹，並利用Telegram、LIHKG討論區和社群媒體傳播這些圖片。同時，《蘋果日報》也曾派發過特刊「完全抗爭手冊」，在上面刊登於網際網路上流傳的現場手勢，並讓相關手勢得以廣泛傳播。部分長者與臨時參與者則是在現場主動學習年輕抗爭者的手勢術語。
在抗議者運用手勢溝通的作為被拍成影片後，經過社群媒體上不斷轉傳，許多人對於示威者的禮貌與協調能力予以讚揚。對此，路透社曾經發表過一篇文章《在混亂中協調組織：示威者加固前線之戰略》，透過示意圖和資料影片介紹示威者的組織方式，並列舉在示威中常見的手勢語言。而《洛杉磯時報》則形容香港示威者的行動已經具有相當的默契與共識，彷彿是經歷過數年的訓練。
不過抗議人士學會在現場溝通使用的手勢後，同樣會增加警方在蒐證與追緝部分的困難度。而在保安局局長李家超批評攻擊警方的暴力程度「愈來愈嚴重，愈來愈有組織」時，則指出示威人士已經擁有物資、聯繫、口號與手勢等特性，且行動亦升級至使用磚塊與鐵條。《大公報》亦基於這次示威具有大量的物資供應、以及一套有系統的手勢，認為是有組織與策劃的行動。